# Симеон I Константинопольський
Симеон I Трапезундський (грецьк. Συμεὼν Α΄ ὁ Τραπεζούντιος), (? — осінь 1486) — священнослужитель, тричі був Вселенським Константинопольським патріархом: короткочасно в 1466, з 1471 по 1475 і з 1482 по 1486 роки. У 1484 році він головував на Константинопольському синоді 1484 року, який відмовився від Флорентійської унії.

## Життєпис
Симеон народився між 1400 і 1420 роками в знатній родині Трапезундської імперії. Після падіння Трапезунда під владу османів у 1461 році Мехмед Завойовник змусив усіх шляхтичів колишньої імперії переїхати до Стамбула (Константинополя), а Симеон, який уже був ченцем, також відправився до столиці. Трапезунтійська знать утворила окрему фракцію серед греків столиці, очолювану, ймовірно, вченим і політиком Георгієм Аміруцесом. Ця фракція підтримувала Симеона як власного кандидата на патріарший престол проти фракції, очолюваної світськими архонтами, такими як Великий Хартофілакс Георгій Галесіот і Великий Еклезіарх (тобто Глава ризниці) Мануїл, майбутній патріарх Максим III.
Восени 1466 року Симеон успішно отримав трон після того, як він подарував османському уряду 2000 монет золота, таким чином розпочавши симоніальну практику, яка позначила історію Константинопольського Патріархату на наступні століття. Тут у боротьбу за патріарший престол вступив новий гравець: Мара Бранкович, донька сербського деспота Джураджа Бранковича та одна з мачух Мехмеда II. Хоча Мара все життя залишалася християнкою, вона мала великий вплив на Мехмеда. Мара була обурена симонічним вчинком Симеона, і вона поїхала до Стамбула, щоб поскаржитися Мехмеду. У відповідь на її прохання та на пожертвування нею 2000 монет золота султан скинув Симеона і призначив на патріархат кандидата Мари, Діонісія I. Симеон усамітнився на кілька років у монастирі біля Стенімаха.
Правління Діонісія було відзначене опозицією проти нього з боку обох інших фракцій, включаючи Симеона. Його остаточно скинули наприкінці 1471 року після фальшивих звинувачень у тому, що він прийняв іслам і був обрізаний. Після цього Симеон заплатив ще 2000 монет золота і нібито пообіцяв султану придушити плани антиосманського повстання в Трапезунді, і тому він став патріархом. Насправді в травні 1472 року відбулася невдала спроба захопити місто під проводом Катерина Зені та Олексія Комніна (племінника Давида Трапезундського), яких підтримував Узун-Хасан. Симеон став на бік османського султана, і в червні 1472 року він скинув митрополита Трапезундського Панкратія, який брав участь у повстанні, і замінив його іншим єпископом, Дорофеєм, колишнім митрополитом Афін, більш прихильником Османської імперії. Друге правління Симеона ознаменувалося збільшенням боргу до 7000 флоринів, і 10 жовтня 1474 року Священний Синод також прийняв сплату щорічного збору в 2000 флоринів Османському уряду. Тому взимку 1474 р. Симеон змушений був почати пошуки коштів. Після повернення до Стамбула на початку 1475 року Рафаїл I перевершив Симеона, ймовірно за підтримки Мари Бранкович. Через рік Рафаїл не зміг заплатити обіцяну суму, і його скинув Максим III, лідер фракції константинопольської знаті.
Максим III помер 3 квітня 1482 року, і Симеон повернувся на трон втретє до осені 1486 року, коли його наступником став Нефонт II. Симеон помер незабаром після цього, певно, до 1488 року, так і не склавши заповіту, і після його смерті за його багату спадщину почалися серйозні змагання. Найвидатнішим актом його третього й останнього правління був Константинопольський синод 1484 року.

## Спірна хронологія
Серед вчених немає єдиної думки щодо хронології першого правління Симеона. Багато вчених, таких як Кімінас (2009), Рансіман (1985), Грумель (1958) та єпископ Германос Сардеїсський (1933-38), а також офіційний веб-сайт Вселенський патріархат слідує хронікам Доротея Монемвасійського і поміщає правління Симеона I після Марка II.
Лоран (1968), а за ним Подскальський (1988), вважає, що зіткнення з Симеоном відбулися, коли Марк ще був митрополитом Адріанопольським, і ставить правління Симеона раніше правління Марка. Для порівняння основних пропозицій дивіться Список Патріархів Константинопольських.